# 달콤한 수다
전수진의 달콤한 수다는 대한민국 부산광역시, 경상남도 대표 방송국인 KNN 라디오(부산 99.9MHz 창원 102.5MHz 진주 105.5MHz 기장,정관 96.3MHz)에서 오후 8시부터 밤 10시까지 전수진의 진행으로 방송되었던 라디오 프로그램이다. 2016년 5월 9일 자로 두달만에 폐지되었다.

## 특징
- 야구 시즌시 (4월 ~ 11월)에는 프로야구 중계로 인해 방송이 늦춰지거나 방송되지 않는다.

## 동시간대 프로그램

### FM방송
- 박지윤의 FM데이트 (MBC FM4U, MBC경남 창원 FM4U, MBC경남 진주  FM4U)
- 김현주의 행복한 동행 (부산CBS 음악FM)

### AM방송
- 박철의 진지한 라디오 (KBS부산 제2라디오 해피FM, KBS창원 제2라디오 해피FM)
- 최양락의 재미있는 라디오 (평일) (부산MBC 표준FM, MBC경남 창원 표준FM, MBC경남 진주  표준FM)
- 윤정수, 신봉선의 좋은 주말 (주말,휴일) (부산MBC 표준FM, MBC경남 창원 표준FM, MBC경남 진주  표준FM)